# モハマドゥ・スマレー
モハマドゥ・スマレー（英語: Mohamadou Sumareh、1994年9月20日 - ）は、マレーシアとガンビアのサッカー選手。マレーシア代表。ポジションはFW。
マレーシアで出生しておらず、マレーシア人の血筋も引いていない選手として初めてマレーシア代表になった選手である。

## クラブ歴
ガンビアのファジャラに生まれた。その後バンジュールに引っ越した。
2006年、12歳の時にビジネスマンである父の都合でマレーシアに引っ越し、3年間滞在した。クアラ・ルンプール・ユースサッカーアカデミーにも在籍した。
その後ガンビアに帰国しスティーヴ・ビコFCの下部組織に在籍したが、ここで選手となる事はなかった。
翌年マレーシアに再び渡り、マレーシア・プレミアリーグ所属のPDRM FAと2年契約を締結し選手となった。2013年1月7日に選手初出場を記録した。翌年同リーグで優勝し昇格を決めた。
2016年に契約満了につき単年契約でマレーシア・プレミアリーグのプルリスFAに単年契約で加入。2月15日に移籍後初出場を記録した。
同年12月に2年契約でマレーシア・スーパーリーグのパハンFAに加入。2017年1月21日に移籍後初出場、同月27日に移籍後初得点を記録した。
2020年9月7日にタイ・リーグ1のポリス・テロFCに移籍。
2021年2月9日、マレーシア・スーパーリーグのジョホール・ダルル・タクジムFCに移籍。

## 代表歴
2018年10月に同月8日から行われるスリランカ代表、キルギス代表との親善試合に向けたトレーニングの際に代表初招集を受けた。これはマレーシアで出生しておらず、マレーシア人の血筋も引いていない選手としては初めての事であった。12日のスリランカ代表戦でシャーレル・フィクリに代わってハーフタイムに投入され代表初出場を記録、91分に得点を決めて代表初得点も記録した。
その後2018 AFFスズキカップの23人のメンバーにも選出された。2019年9月5日の2022 FIFAワールドカップ・アジア2次予選・インドネシア代表戦では36分に得点した後、97分に決勝点を叩き込んで逆転勝利に貢献、同年11月15日の同予選・タイ王国代表戦でも決勝点を決めて勝ち点3を獲得した。

## 私生活
2018年4月に、マレーシアに継続して5年在住したため、マレーシア国籍を取得した。
シャー・アラムにあるインターナショナルスクールとSEGi大学に在籍していた。